# Anacampseros albissima
Anacampseros albissima (лат.) — вид суккулентных растений рода Анакампсерос (Anacampseros), семейства Анакампсеровые (Anacampserotaceae), произрастающий на территории Намибии и ЮАР (Капская провинция).

## Название
Родовое латинское (научное) название Anacampseros образовано от др.-греч. ἀνακάμπτω, (anakámptō) — «возвращать» и др.-греч. ἔρως, (érōs) — «любовь» или «желание»; «возвращающий любовь».
Видовой латинский эпитет albissima происходит от латинского слова alba (или albus), что означает «белый», и суффикса -issima, который является усилителем и переводится как «очень белый».

## Ботаническое описание
Небольшое беловатое растение образует пучок прямостоячих стеблей, которые ветвятся снизу. Стебли многочисленные, тонкие, цилиндрические и наклонные, выходят из короткого каудекса.
Цветки верхушечные, белые, появляются поодиночке или группами по 2-3. Каудекс короткий, мясистый и деревянистый, с мясистыми корнями. Он небольшой по диаметру и находится под землей. Стебли многочисленные, раскидистые или прямостоячие, достигают до 5 см в длину, а их диаметр в основном составляет 3-5 мм. Листья полностью скрыты под прилистниками, которые являются широкояйцевидными, тупыми и хорошо черепитчатыми. Они хорошо прижаты к оси побега, но иногда могут иметь загнутую верхушку. Прилистники бывают рваные, цельнокрайние или неравномерно зубчатые, чисто-белого цвета без заметной средней жилки, но иногда с коричневой верхушкой или коричневыми пятнами, и опушены в подмышках. Цветки появляются по 1-3 на стебле, имеют приятный аромат и диаметр около 12 мм. Чашелистики имеют беловатый оттенок, а лепестки овальной формы широко раскрываются. Тычинок 8-10. Плоды представлены шаровидными капсулами диаметром около 3 мм. Семена также имеют шаровидную форму и клювовидный конец.
Хромосомное число составляет 2n = 18.

## Таксономия
Anacampseros albissima Marloth, первое упоминание в Trans. Roy. Soc. South Africa 2: 238 (1912).

### Синонимы
Гомотипные (основанные на одном и том же номенклатурном типе):
- Avonia albissima (Marloth) G.D.Rowley (1994)

Гетеротипные (основанные на разных номенклатурных типах):
- Anacampseros avasmontana Dinter ex Poelln. (1929)